# 金城拓真
金城 拓真（きんじょう たくま、1981年 - ）は日本の実業家。ペンネームは石川直貴。

## 経歴
- 沖縄県生まれ。北谷町出身。父親は沖縄の米軍基地内の電気工をしていた。沖縄県立普天間高等学校を卒業後、韓国に留学。そこでアフリカから留学していた日本人の金谷君香に出会いビジネス・パートナーとして一緒にアフリカ・ビジネスをスタート。2006年に卒業し津梁貿易（しんりょうぼうえき）を2007年に立ち上げる[2][3][4]。
- 2012年9月18日、民主党政権下の国家戦略室から「世界で活躍し『日本』を発信する日本人」の一人に選出される[5]。
- 2013年、Canre Universityの理事に就任
- 2015年4月、沖縄県から「新ウチナー民間大使」の一人に任命される[6]。

## 著作
- 「プータロー、アフリカで300億円、稼ぐ！」（石川直貴名義、マガジンハウス、2012年3月）ISBN 978-4838723751
- 「世界へはみ出す」（金城拓真名義、ディスカヴァー・トゥエンティワン、2013年5月）ISBN 978-4799313206

## 参照
1. ↑  プータロー、アフリカで300億円、稼ぐ！ - まぐまぐ
2. ↑  “アフリカで年商３００億　北谷町出身・金城さん”. 琉球新報. (2012年1月6日) 2015年7月6日閲覧。
3. ↑  No.197：「大学進学時の挫折がアフリカにつながる」（金城拓真さん、アフリカ起業家） - 日本ギャップイヤー推進機構協会
4. ↑  【アフリカビジネス最前線】金城拓真×金谷君香
5. ↑  世界で活躍し『日本』を発信する日本人 プロジェクト (PDF)  - 国家戦略室
6. ↑  新ウチナー民間大使に金城拓真さん - 琉球朝日放送